# Pyrrhoderma scaurum
Pyrrhoderma scaurum är en svampart som först beskrevs av Lloyd, och fick sitt nu gällande namn av Leif Ryvarden 1990. Pyrrhoderma scaurum ingår i släktet Pyrrhoderma och familjen Hymenochaetaceae.   Inga underarter finns listade i Catalogue of Life.